# Lorenzo Monaco
Lorenzo Monaco, al secolo Piero di Giovanni (Siena o Firenze, 1370 circa – Firenze, maggio 1425 circa), è stato un monaco cristiano, pittore e miniatore italiano.

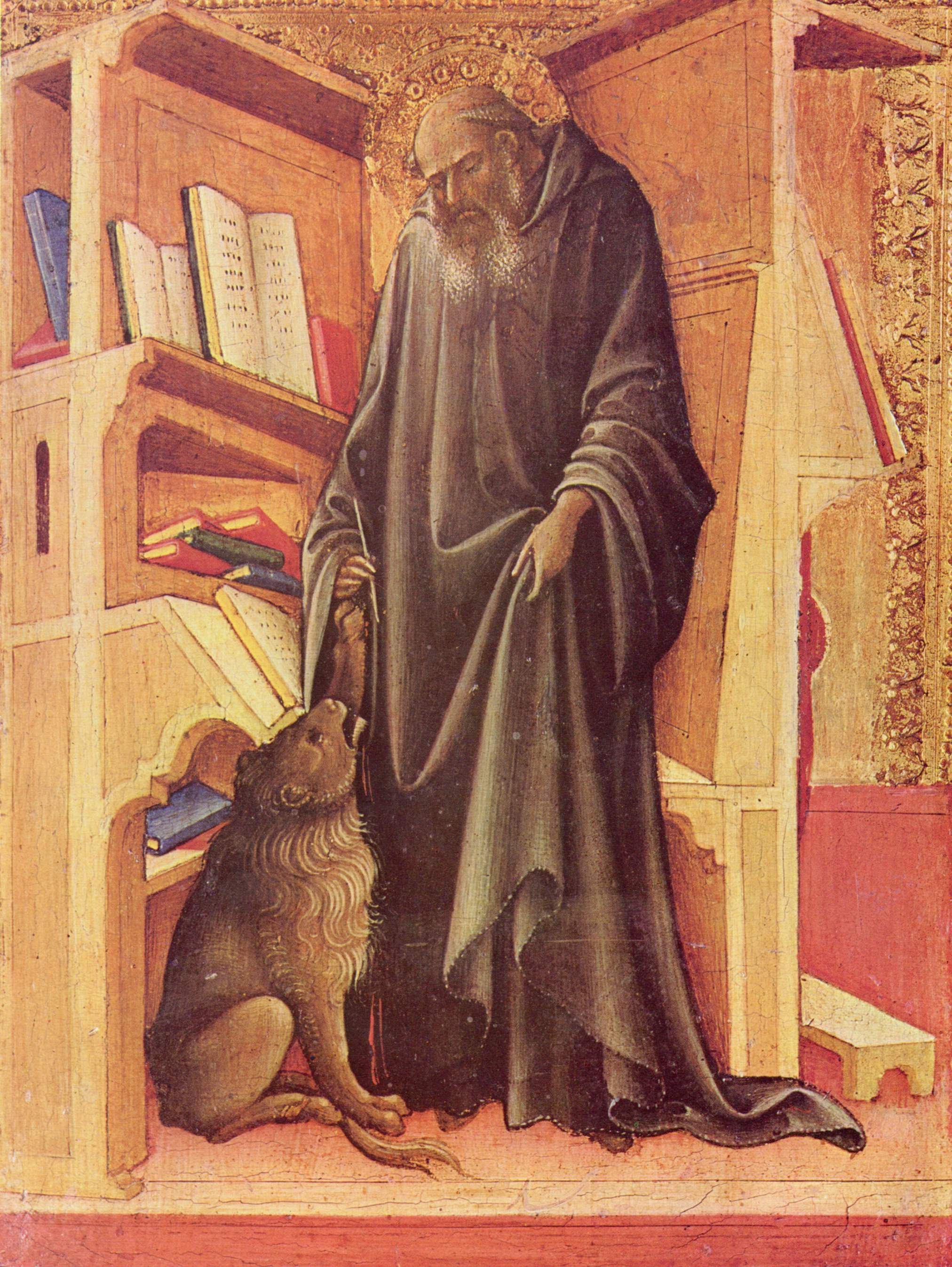
San Girolamo nello studio, tempera su tavola, Amsterdam, Rijksmuseum

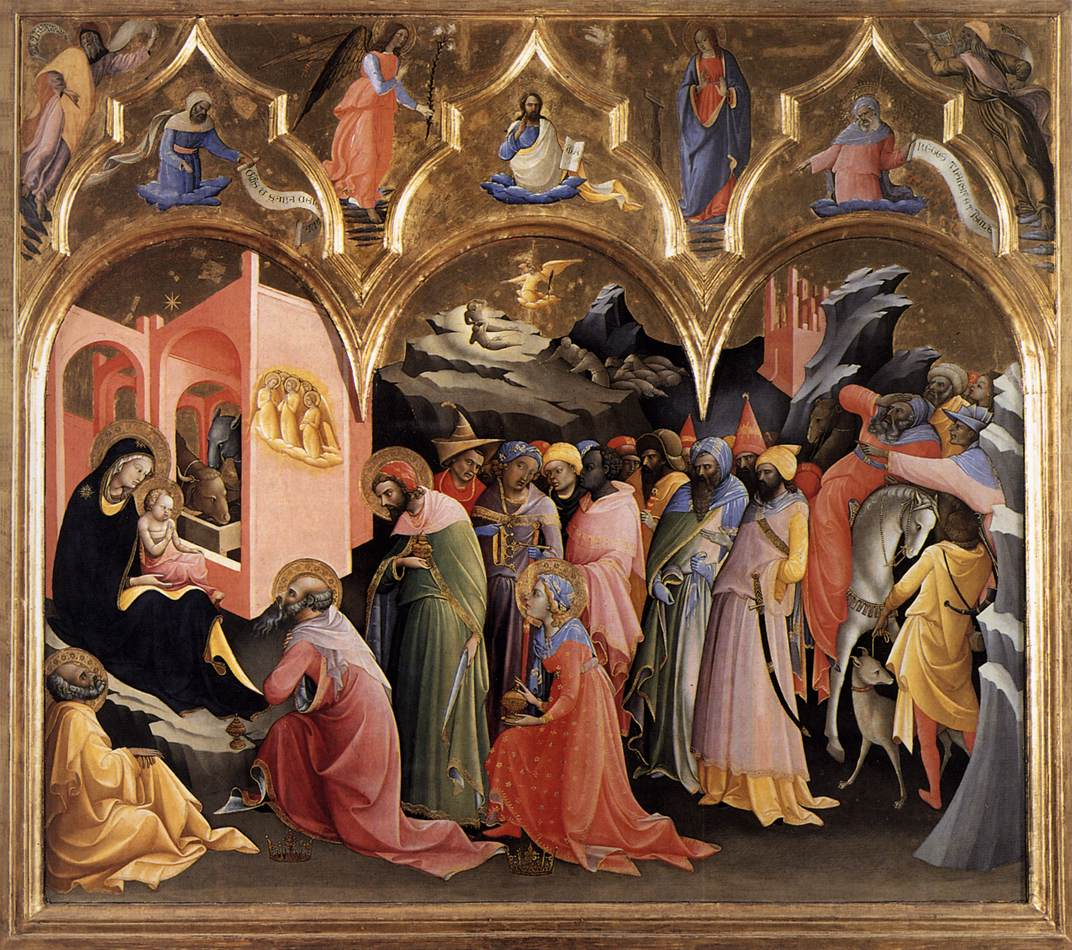
Adorazione dei Magi, Galleria degli Uffizi, 1420-1422

Si dice che sia l'ultimo esponente importante dello stile giottesco, prima della rivoluzione rinascimentale di Beato Angelico e di Masaccio.

## Biografia
Probabilmente egli nasce a Firenze e non a Siena, come creduto fino a qualche tempo fa. Non si conosce nulla della sua vita giovanile, ma di certo fu fiorentino per formazione. Formato nell'estrema tradizione giottesca per lui ebbero grande importanza l'opera di Spinello Aretino e di Agnolo Gaddi.
Nel 1390 entrò come novizio nel monastero fiorentino camaldolese di Santa Maria degli Angeli, dove prese i voti nel 1391. Qui lavorò a lungo come miniatore nello scriptorium e come pittore su tavola, consacrandosi all'epoca come il maggior pittore di soggetti sacri a Firenze. Risalgono all'ultimo decennio del Trecento i tre corali della Biblioteca Laurenziana, eseguiti per il proprio monastero camaldolese, dove si percepisce già uno stile personale, caratterizzato dal linearismo teso e da una gamma cromatica fredda.
Dal 1404 il suo stile si orientò al gotico internazionale, influenzato dalle prime opere di Ghiberti e dalle opere di Gherardo Starnina, tornato in quegli anni dalla Spagna, dove aveva appreso tutte le novità internazionali. Spicca di quell'anno la Pietà della Galleria dell'Accademia, dove incomincia a prevalere una linea nervosa e una certa tensione emotiva. Nelle numerose tavole a fondo oro da lui realizzate si evince uno stile caratterizzato dalle figure estremamente allungate, con le linee sinuose dei panneggi falcati, i contorni taglienti, i colori brillanti e ricchissimi (profusione di oro e blu lapislazzulo), i gesti accennati, lo spazio quasi annullato. Quasi del tutto assenti sono invece le notazioni profane e naturalistiche tipiche del gusto cortese, privilegiando immagini dal forte valore spirituale, distaccate dalla realtà. Sono di questo periodo, tra gli altri il Tabernacolo con la Madonna Bambino e santi della Pinacoteca di Siena; la bellissima Orazione nell'Orto della Galleria dell'Accademia a Firenze. Del 1407/9 è la sontuosa Incoronazione della Vergine della National Gallery di Londra, tra le sue opere più celebri. Di poco posteriore è il cosiddetto Polittico di Monteoliveto della Galleria dell'Accademia, pervasa di una spiritualità che prelude addirittura al Beato Angelico; e sempre nel medesimo Museo si conserva il Trittico di San Procolo dove già si notano quei ritmi ondulati, come l'arabesco di un codice miniato, che ritroviamo poi, nel 1414, ne l'Incoronazione della Vergine (Uffizi), composta con un tripudio di santi dalle forme sinuose, con colori brillanti che raggiungono la loro acme nel bianco accecante della veste della Vergine e nell'azzurro ultramarino del manto di Cristo, autentica irradiazione della luce divina. 
Le numerosissime commissioni lo portavano a richiedere dispense per poter uscire dal monastero, regolarmente concesse dai suoi superiori, ma Lorenzo non dimenticò mai il suo status monacale.
Nella fase della sua ultima produzione egli si trovava ormai a diretto confronto con le novità di Masaccio e Brunelleschi, ma sebbene egli sapesse aggiornare il suo stile ad alcune innovazioni, specialmente riguardo a una rappresentazione più verosimile dello spazio, rimase sempre fedele al proprio stile personale, senza svolte radicali. Tipica è l'Adorazione dei Magi del 1420-22, dove gli scorci sembrano marcatamente incoerenti e surreali proprio in contrapposizione alla prospettiva geometrica allora in voga. La qualità pittorica resta comunque altissima, con un uso originale della linea di contorno, che crea uno degli esiti più fantasiosi di tutta la pittura fiorentina.
Ancora negli anni venti del XV secolo infatti la sua pittura godeva di un largo seguito, come dimostrano le prestigiose commissioni, come le Storie della Vergine della cappella Bartolini Salimbeni in Santa Trinita (1420 circa), rara testimonianza ad affresco.
Vasari, che incluse la sua biografia nelle Vite, testimonia come morì a cinquantacinque anni, per una "postema crudele" (pustola infetta, una gangrena o forse un tumore), che lo aveva costretto a letto molti mesi. Venne sepolto nella sala capitolare del monastero, un privilegio di solito riservato solo alle alte cariche religiose e ai personaggi di grande fama, a testimonianza ancora della grande stima di cui godette in vita.
Molto vasta fu la sua produzione anche in miniatura, dove raggiunse risultati di grande valore sia sul piano creativo sia formale. Compose anche cantorini. Molti codici da lui miniati sono conservati alla Biblioteca Medicea Laurenziana.

## Opere

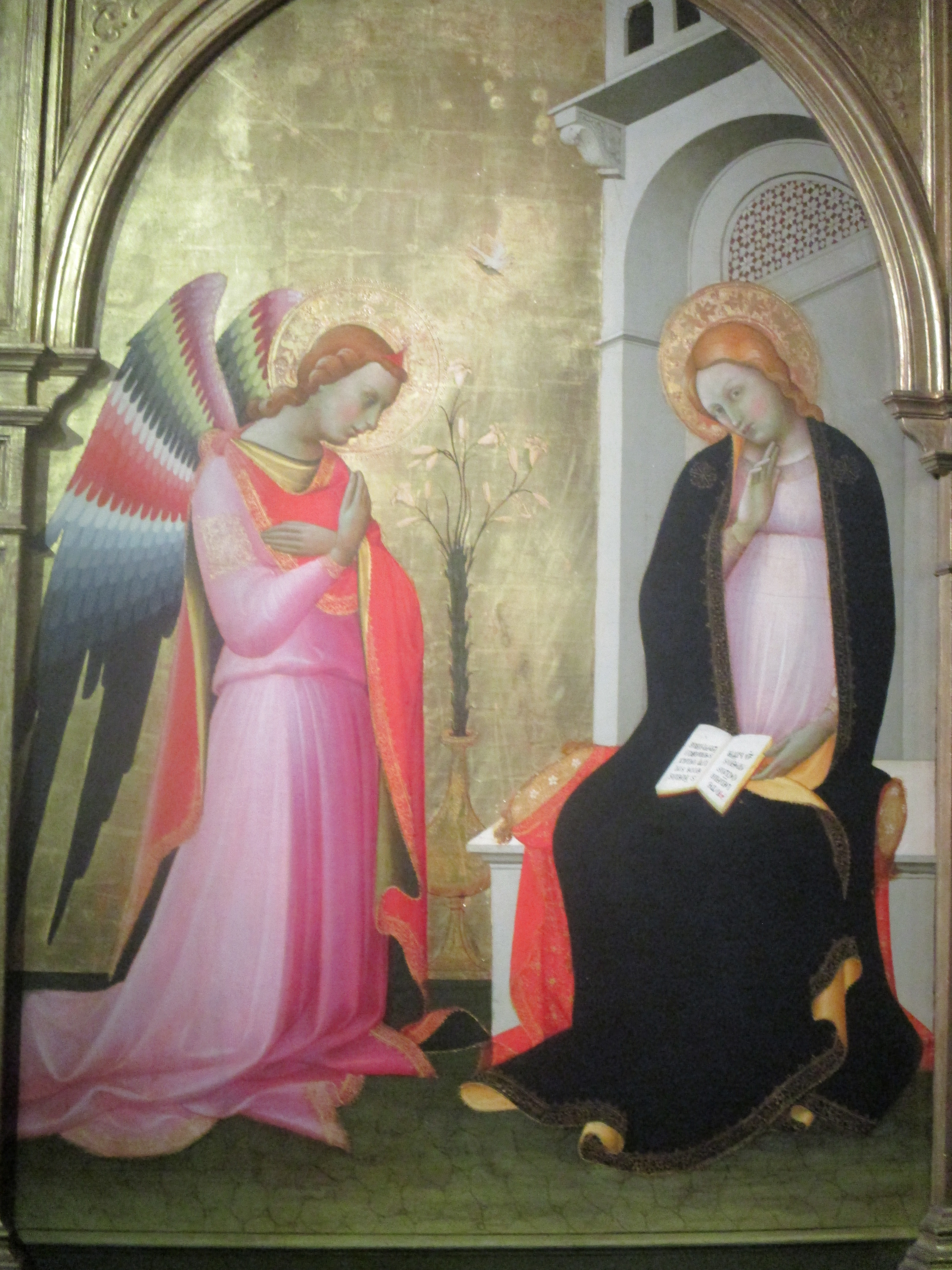
Annunciazione, 1423-1424, collezione Alana

Le sue opere sono sparse nei musei di tutto il mondo, con una particolare concentrazione alla Galleria dell'Accademia di Firenze e alla National Gallery di Londra.
- Tre corali miniati, Biblioteca Medicea Laurenziana, 1390-1400
- Orazione nell'orto, 1395-1400 circa, Galleria dell'Accademia
- Pietà, Galleria dell'Accademia, 1404
- Trittico di San Donnino, 1404, Museo della collegiata di Sant'Andrea, Empoli
- Natività, Metropolitan Museum of Art, 1406-1410[1]
- Polittico della Madonna in trono e santi, 1410, Galleria dell'Accademia
- Madonna col Bambino in trono e due angeli oranti fra i santi Caterina d'Alessandria, Benedetto, Giovanni Gualberto e Agata (Trittico di Prato), 1410-1415, Museo di Palazzo Pretorio, Prato.
- Trittico dell'Annunciazione, 1410-1415, Galleria dell'Accademia
- Incoronazione della Vergine, 1414, Uffizi
- Madonna in trono tra i santi Giovanni Evangelista e Caterina, Giovanni Battista e Agostino (con Paolo Schiavo), 1420 circa, Museo della collegiata di Sant'Andrea, Empoli
- Adorazione dei Magi, 1420-1422, Uffizi
- Storie della Vergine nella Cappella Bartolini Salimbeni, 1420-1425, Santa Trinita (Firenze)
- Annunciazione Bartolini Salimbeni, 1420-1425, Santa Trinita (Firenze)
- Annunciazione, 1423-1424, collezione Alana, Newark
- Crocifisso sagomato con i dolenti, Chiesa di San Giovannino dei Cavalieri, Firenze
- Madonna col Bambino, Abbazia territoriale della Santissima Trinità di Cava de' Tirreni, Cava de' Tirreni

## Mostre
- 9 maggio - 24 settembre 2006, Lorenzo Monaco dalla tradizione giottesca al Rinascimento, Firenze, Galleria dell'Accademia.